# Eric Hawkins
Eric Hawkins, né le 8 janvier 1915 et mort le 31 octobre 2010, est un linguiste et éducateur britannique. Il est considéré comme l'initiateur de l'éveil aux langues, qui est une approche plurilingue de l'apprentissage des langues. Il est né le 8 janvier 1915 à Wirral, et mort le 31 octobre 2010. C'est de 1980 que date la formation du concept d'éveil aux langues qu'Eric Hawkins exposera dans un livre en 1984 : Awareness of Language. Ce livre faisait suite à un livre précurseur citant déjà l'éveil aux langues sous le nom de "awareness of language" : Modern Languages in the Curriculum. Il est donc connu dans le monde de la didactique des langues comme un des précurseurs du plurilinguisme dans l'enseignement des langues. Il finit sa carrière d'enseignant à l'Université de York.